# Joseph Irwin France

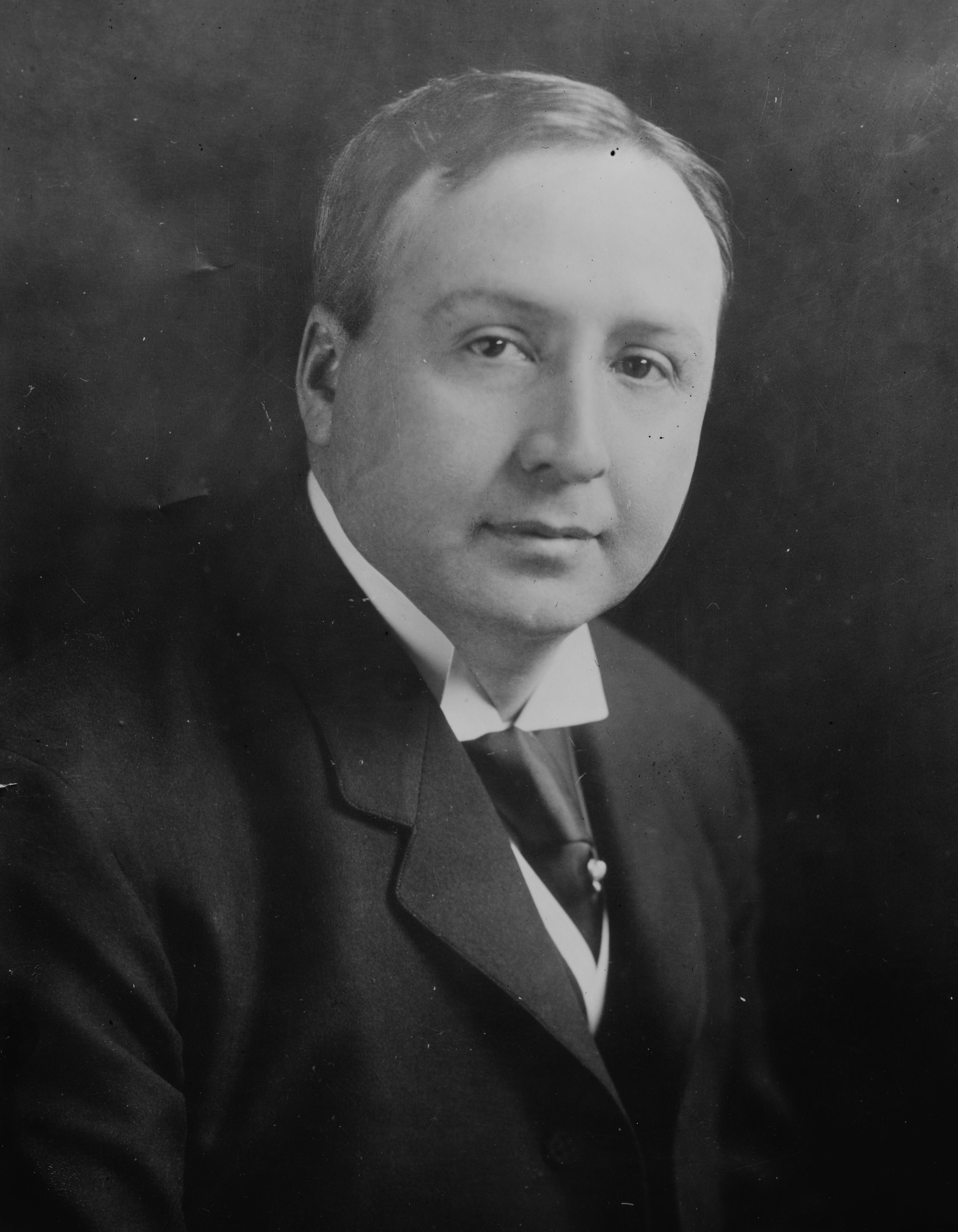
Joseph Irwin France

Joseph Irwin France (* 11. Oktober 1873 in Cameron, Clinton County, Missouri; † 26. Januar 1939 in Port Deposit, Cecil County, Maryland) war ein US-amerikanischer Politiker der Republikanischen Partei, der den Bundesstaat Maryland im US-Senat vertrat.

## Leben
Nach dem Schulbesuch graduierte France 1895 am Hamilton College in Clinton (New York). In der Folge studierte er zeitweise an der Universität Leipzig, ehe er seinen Abschluss an der medizinischen Fakultät der Clark University in Worcester (Massachusetts) machte.
1897 begann er als Lehrer für Naturwissenschaften an einer Hochschule in Port Deposit zu arbeiten. Später kündigte er dort, um das physisch-chirurgische College in Baltimore zu besuchen. Nach seiner Graduierung 1903 arbeitete er als Arzt. 1908 stieg France in die Finanzbranche ein. Von 1916 bis 1917 war er Leiter der medizinisch-chirurgischen Fakultät von Maryland.

## Politik
Von 1906 bis 1908 war Joseph France Mitglied des Senats von Maryland. Er legte sein Mandat nieder, um sich auf seine berufliche Tätigkeit zu konzentrieren, und kehrte 1916 auf die politische Bühne zurück, als er in den US-Senat gewählt wurde. Dort war er Vorsitzender des Ausschusses für Volksgesundheit. Bei der Wahl 1922 unterlag er dem Demokraten William Cabell Bruce.
Dieser Niederlage folgte ein Jahrzehnt, in dem er sich auf seine Tätigkeit als Präsident eines Versicherungskonzerns und die Arbeit als Arzt konzentrierte. Politisch trat France dann wieder 1932 in Erscheinung, als er in den Vorwahlen der Republikaner als Gegenkandidat von US-Präsident Herbert Hoover antrat. Zwar gewann er in einigen Staaten, doch bei der Republican National Convention musste er eine deutliche Niederlage hinnehmen.
1934 schließlich wollte er in den Senat zurückkehren. Doch das Rennen um den Sitz des zurückgetretenen Phillips Lee Goldsborough gewann sein demokratischer Gegner George Radcliffe.